# Hotdog - Un cane chiamato Desiderio
Hotdog - Un cane chiamato Desiderio (Stay o Sleeping Dogs Lie) è un film del 2006 scritto e diretto da Bobcat Goldthwait.

## Trama
Per soddisfare la curiosità del fidanzato, Amy si convince a rivelare un segreto scabroso appartenente ai tempi del liceo, che vede coinvolto il suo cane. La confessione, però, oltre ad inorridire il suo compagno, giunge alle orecchie delle famiglie, rovinando irrimediabilmente la vita della giovane.